# Инбар, Цви
Цви Инба́р (ивр. צבי ענבר‎; род. 29 марта 1935, Тель-Авив, Палестина — 31 августа 2009, Израиль) — израильский юрист, историк израильского военного права. Главный военный прокурор Израиля с 1973 по 1979 год, Юридический советник кнессета с 1980 по 2001 год.

## Биография
Цви Инбар родился в Тель-Авиве 29 марта 1935 года и учился в тель-авивской школе «Геула», которую закончил в 1952 году.

### Военная карьера
В июле 1952 года Инбар был призван на службу в Армии обороны Израиля.
По окончании курса командиров взводов он был распределён на службу в военной разведке, где исполнял должности в области информационной безопасности. В 1954 году окончил офицерские курсы и в 1956 году был назначен офицером информационной безопасности военной администрации Северного военного округа. В конце 1962 года перешёл на службу в отдел военной администрации Оперативного управления Генерального штаба. Проходя службу в Генеральном штабе, участвовал в разработке принципов военной администрации при возможной оккупации Израилем соседних территорий.
Изучал юриспруденцию на вечернем отделении в Высшей школе права и экономики в Хайфе и Тель-Авиве (на тот момент филиал Еврейского университета в Иерусалиме, в дальнейшем часть Тель-Авивского университета), получил степень бакалавра юриспруденции в 1959 году и степень магистра юриспруденции в 1960 году.
В конце 1965 года, в звании майора, Инбар был переведён на службу из Генштаба в Военную прокуратуру. Служил окружным защитником в Южном военном округе, а с 1966 года — окружным обвинителем в прокуратуре Центрального военного округа, параллельно проходя стажировку у адвоката Аарона Шадара в Прокуратуре тель-авивского округа.

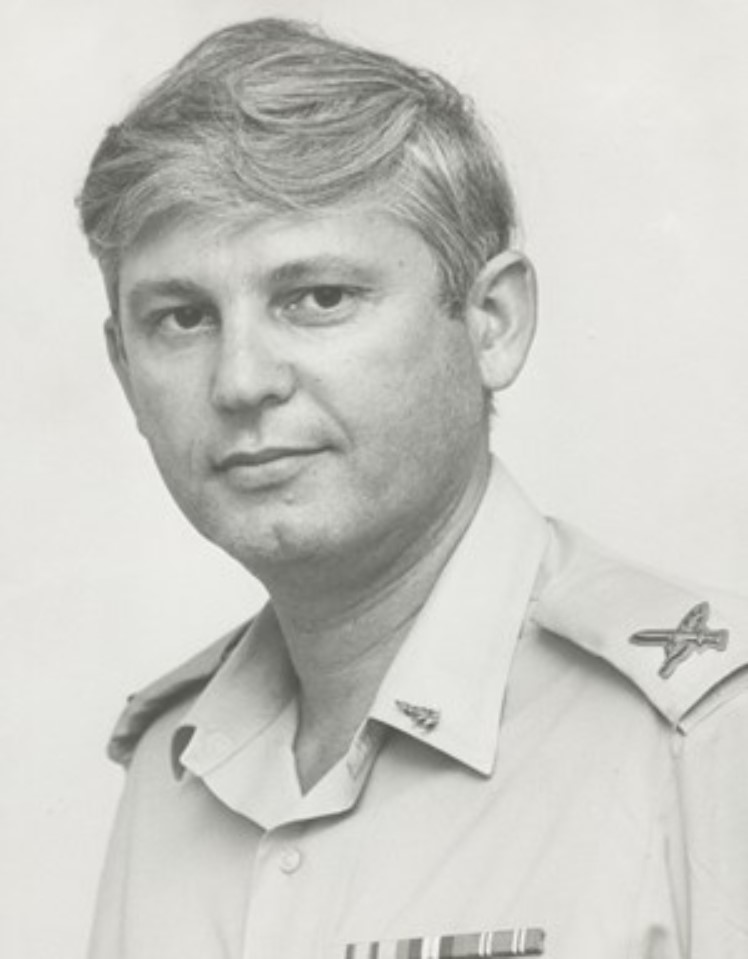
Бригадный генерал Цви Инбар — Главный военный прокурор

Накануне Шестидневной войны, в мае 1967 года, был послан на проведение инструктажа по принципам военной администрации оккупированных территорий командному составу 84-й бронетанковой дивизии. 4 июня 1967 был приставлен к командованию бригады «Ифтах», ожидающей около кибуца Нахаль-Оз команду на ввод войск в сектор Газа, и на следующий день присоединился к силам 81-го батальона, на который была возложена задача вместе с десантным подразделением захватить город Хан-Юнис в секторе Газа, консультировал командование батальона в ходе боёв по вопросам права вооружённых конфликтов. Через два дня был вызван в размещение штаба израильских войск в городе Газа, где организовал сбор и перевод законодательства сектора Газа. В последующие дни Инбар лавировал между штабом Военной прокуратуры в Тель-Авиве и штабами военных администраций территорий, занятых израильской армией в ходе войны, исполняя поручения Главного военного прокурора Меира Шамгара и решая возникающие на местах правовые проблемы.
21 июня 1967 года был направлен сменить на короткое время Юридического советника Главнокомандующего войсками сектора Газа и Северного Синая и изначально занимался в первую очередь организацией военного обвинения на этих территориях, однако временное назначение вскоре стало постоянным, и Инбар провёл на данном посту более четырёх лет.
В конце 1971 года был назначен Главным прокурором Центрального военного округа.
29 июня 1973 года Инбар был назначен на пост Главного военного прокурора, сменив на посту полковника Цви Хадара.. 24 сентября 1976 года был повышен в звании до бригадного генерала, став первым Главным военным прокурором, получившим данное звание во время службы на посту.
Инбар командовал Военной прокуратурой во время Войны Судного дня в октябре 1973 года и во время операции «Литани» в Ливане в марте 1978 года. Также представлял Армию обороны Израиля на международных конференциях по вопросам международного гуманитарного права. В 1978 году принял решение отдать под суд Командующего ВМС Израиля, генерал-майора Михаэля Баркаи, по обвинению в изнасиловании.
29 июня 1979 года Инбар передал пост бригадному генералу Дову Шефи и вышел в отпуск накануне выхода в запас из армии.

### После выхода в запас
После выхода в запас в 1980 году был назначен на должность Юридического советника кнессета. Исполняя свою основную должность, был при этом также юридическим советником комиссии по иностранным делам и безопасности, комиссии по вопросам этики и комиссии кнессета.
В период службы Инбара на посту Юридического советника кнессета был впервые закреплён принцип независимости данной должности от влияния  исполнительной власти. Незадолго до выхода в отставку Инбар участвовал в продвижении законопроекта, формально определяющего статус, полномочия и права Юридического советника кнессета, а также ограничивающего срок его каденции пятью годами (с возможностью переназначения). Закон вступил в силу 21 декабря 2000 года, определив дату окончания каденции самого Инбара — 28 февраля 2001 года. 12 марта 2001 года состоялось специальное заседание кнессета в честь Инбара, завершившего 21 год службы на посту Юридического советника кнессета. На заседании выступили с речами в честь Инбара представители подавляющего большинства фракций кнессета.
В 1997 году Инбар входил также в состав комиссии, назначенной главой Управления кадров Генштаба Армии обороны Израиля для проверки организационных вопросов субординации аппарата уголовной защиты военнослужащих.
С июля 2003 года по август 2008 года возглавлял консультативную комиссию при Министре внутренних дел по вопросам отмены визы на репатриацию вследствие представления заявителем ложных сведений с целью получения гражданства, в которой рассматривался, помимо прочего, вопрос отмены израильского гражданства Михаила Черного.
С 2003 года возглавлял также «Комиссию трёх» по делам цензуры, имеющую, в соответствии с договором между Министром обороны Израиля и редакторами ведущих СМИ Израиля, полномочия рассмотрения взаимных жалоб между органами Военной цензуры и СМИ.
С 2003 года был также членом комиссии по обжалованию решений о негодности лиц к службе в органах безопасности, требующей допуска к государственной тайне.
С августа 2004 года по декабрь 2006 года был также членом общественной комиссии во главе с Ицхаком Замиром по подготовке проекта Кодекса парламентской этики кнессета.
В 2005 году Инбару был вручен знак «Почётный представитель профессии» от Коллегии адвокатов Израиля.
В 2005 году был издан двухтомник Инбара «Весы и меч: истоки военного права в Израиле» о периоде становлении службы юстиции в организации «Хагана» в период британского мандата в Палестине, а затем и в Армии обороны Израиля в период Войны за независимость 1947—1949 годов. В 2006 году Инбар получил за эту книгу особое признание от фонда премии военной литературы имени Ицхака Саде.
23 января 2008 года был назначен главой комиссии по проверке событий ликвидации лидера «Бригад Изз ад-Дин аль-Кассам» Салаха Шхаде, убитого вместе со своим помощником при авиаударе ВВС 22 июля 2002 года, унёсшем жизни 14 дополнительных человек. Работа комиссии не была завершена при жизни Инбара.

### Личная жизнь
Инбар был женат на Смадар Инбар, отец троих детей (сын Офер и дочери Ифат и Нурит).
Инбар скончался после тяжёлой болезни 31 августа 2009 года. Похоронен на следующий день на кладбище «Сгула» в Петах-Тикве.

## Публикации
- (צבי ענבר מאזניים וחרב: יסודות המשפט הצבאי בישראל הוצאת משרד הביטחון (2005 (Цви Инбар, «Весы и меч: истоки военного права в Израиле», книга издательства Министерства обороны (2005), 2 тома), ISBN 965-05-1291-8 (иврит)
- צבי ענבר הממשל הצבאי ברצועת עזה 1948—1967 הוצאת מפקדת הפרקליט הצבאי הראשי (Цви Инбар, «Военная администрация в секторе Газа 1948—1967», брошюра издательства Военной прокуратуры) (иврит)
- צבי ענבר סמכות בית-משפט בישראל לדון בתובענה נגד תושב שטח מוחזק הפרקליט כח (התשל"ב—התשל"ג) 11 (Цви Инбар, «Подсудность иска против резидента администрируемой территории суду в Израиле», «Ха-Праклит» № 28 (1972—73), с. 11) (иврит)
- הפרקליטות הצבאית, פרק בסדרה צה"ל בחילו הוצאת רביבים (1982), כרך 16 («Военная прокуратура» (автор: Цви Инбар[30]), глава в серии «Армия обороны Израиля по родам войск» издательства «Ревивим» (1982), т. 16) (иврит)
- צבי ענבר רבותי ההיסטוריה משפט וצבא 3 (התשמ"ה) 71 (Цви Инбар, «Господа, история», «Мишпат ве-цава» № 3 (1985) 71) (Архивная копия от 2 августа 2022 на Wayback Machine) (иврит)
- צבי ענבר רבותי ההיסטוריה משפט וצבא 4 (התשמ"ו) 101 (Цви Инбар, «Господа, история», «Мишпат ве-цава» № 4 (1985) 101) (Архивная копия от 2 августа 2022 на Wayback Machine) (иврит)
- צבי ענבר רבותי ההיסטוריה משפט וצבא 5 (התשמ"ו) 96 (Цви Инбар, «Господа, история», «Мишпат ве-цава» № 5 (1986) 96) (Архивная копия от 2 августа 2022 на Wayback Machine) (иврит)
- צבי ענבר הועדה המשפטית משפט וצבא 6 (התשמ"ו) 75 (Цви Инбар, «Юридическая комиссия», «Мишпат ве-цава» № 6 (1986) 75) (Архивная копия от 2 августа 2022 на Wayback Machine) (иврит)
- צבי ענבר הפרקליט הצבאי הראשי — מעמדו וסמכויותיו הפרקליט, גיליון מיוחד לכבוד 25 שנים ללשכת עורכי הדין (התשמ"ז) 108 (Цви Инбар, «Главный военный прокурор — его статус и полномочия», «Ха-Праклит», особый выпуск в честь 25-летия Коллегии адвокатов (1987) 105) (иврит)
- צבי ענבר הצעת חוק השיפוט הצבאי, התש"ט-1949 משפט וצבא 8 (התשמ"ח) 128 (Цви Инбар, «Проект Закона о военном судопроизводстве от 1949 года», «Мишпат ве-цава» № 8 (1988) 128) (Архивная копия от 14 мая 2013 на Wayback Machine) (иврит)
- צבי ענבר חייל מגיד אמת משפט וצבא 10 (התשמ"ט) 131 (Цви Инбар, «Солдат вещает правду», «Мишпат ве-цава» № 10 (1989) 131) (Архивная копия от 2 августа 2022 на Wayback Machine) (иврит)
- צבי ענבר תקנונים משפטיים בהגנה, עלי זית וחרב: מקורות ומחקרים בגנזי ההגנה, הוצאת משרד הביטחון (1990), 207 (Цви Инбар, «Правовые уставы в „Хагане“», в «Оливковые листья и меч: источники и исследования в архивах „Хаганы“» (под ред. Гершона Ривлина), издательства Министерства обороны (1990), с. 207) (иврит)
- צבי ענבר הערה לענין הבסיס הסטטוטורי להטלת עונש מוות באזורים המוחזקים בידי ישראל משפט וצבא 12-11 (התשנ"ב) 191 (Цви Инбар, «Примечание относительно законодательного основания приговора к смертной казни в регионах, администрируемых Израилем», «Мишпат ве-цава» № 11-12 (1991) 191) (Архивная копия от 2 августа 2022 на Wayback Machine) (иврит)
- צבי ענבר היועץ המשפטי משפט וצבא 12-11 (התשנ"ב) 195 (Цви Инбар, «Юридический советник», «Мишпат ве-цава» № 11-12 (1991) 195) (Архивная копия от 2 августа 2022 на Wayback Machine) (иврит)
- צבי ענבר הליכי החקיקה בכנסת המשפט א (התשנ"ג) 91 (Цви Инбар, «Законодательные процедуры кнессета», «Ха-Мишпат» № 1 (1993), с. 91) (Архивная копия от 17 августа 2021 на Wayback Machine) (иврит)
- צבי ענבר אחריות חברה לעבירה שנעשתה ברכב בבעלותה פלילים ג (התשנ"ג) 229 (Цви Инбар, «Ответственность компании за преступление, совершаемое на автомобиле в её собственности», «Плилим» № 3 (1993), с. 229) (иврит)
- צבי ענבר חוק איסור התערבות גנטית ופעילות חקיקתית אחרת רפואה ומשפט 21 (1999) 105 (Цви Инбар, «Закон о запрете генетического вмешательства и другая законодательная деятельность», «Рефуа у-мишпат» № 21 (1999) 105) (иврит)
- צבי ענבר החקיקה בנושאי בריאות, ערב המילניום השלישי רפואה ומשפט 22 (2000) 137 (Цви Инбар, «Законодательство в сфере здравоохранения, накануне третьего тысячелетия», «Рефуа у-мишпат» № 22 (2000) 137) (иврит)
- צבי ענבר חקיקה בנושא בריאות בפרוס המילניום השלישי רפואה ומשפט 23 (2000) 99 (Цви Инбар, «Законодательство в сфере здравоохранения накануне третьего тысячелетия», «Рефуа у-мишпат» № 23 (2000) 99) (иврит)
- צבי ענבר חוקת השיפוט של בסיס עליה מס' 1 (מרסיל) משפט וצבא 14 (התש"ס) 335 (Цви Инбар, «Судебный устав Базы призыва репатриантов № 1 (Марсель)», «Мишпат ве-цава» № 14 (2000) 335) (Архивная копия от 21 сентября 2013 на Wayback Machine) (иврит)
- צבי ענבר חקיקה בנושאי בריאות בשלהי שנת 2000 רפואה ומשפט 24 (2001) 111 (Цви Инбар, «Законодательство в сфере здравоохранения к концу 2000 года», «Рефуа у-мишпат» № 24 (2001) 111) (иврит)
- צבי ענבר הפרקליטות הצבאית — היבטים היסטוריים משפט וצבא 15 (התשס"א) 7 (Цви Инбар, «Военная прокуратура — исторические аспекты», «Мишпат ве-цава» № 15 (2001) 7) (Архивная копия от 9 октября 2013 на Wayback Machine) (иврит)
- צבי ענבר תקנון לבירורים מיוחדים משפט וצבא 15 (התשס"א) 355 (Цви Инбар, «Устав об особых разбирательствах», «Мишпат ве-цава» № 15 (2001) 355) (Архивная копия от 9 октября 2013 на Wayback Machine) (иврит)
- צבי ענבר הפרקליטות הצבאית והשטחים המוחזקים משפט וצבא 16 (התשס"ב) 149 (Цви Инбар, «Военная прокуратура и контролируемые Территории», «Мишпат ве-цава» № 16 (2002) 149) (Архивная копия от 9 апреля 2022 на Wayback Machine) (иврит)
- צבי ענבר ערעור על פי הוראת ראש המחוז השיפוטי משפט וצבא 16 (התשס"ג) 705 (Цви Инбар, «Апелляция по указанию главы судебного округа», «Мишпат ве-цава» № 16 (2003) 705) (Архивная копия от 9 октября 2013 на Wayback Machine) (иврит)
- (צבי ענבר אל"ם (דימ') אהרן חטר ישי, 1905—2003 משפט וצבא 17 (התשס"ד (Цви Инбар, «Полковник (в отставке) Аарон Хотер-Йишай, 1905—2003», «Мишпат ве-цава» № 17 (2004)) (Архивная копия от 9 октября 2013 на Wayback Machine) (иврит)